# Dixième Docteur
Vous pouvez aider à l'améliorer ou bien discuter des problèmes sur sa page de discussion.
- Il ne cite pas suffisamment ses sources. Vous pouvez indiquer les passages à sourcer avec {{référence nécessaire}} ou {{Référence souhaitée}}, et inclure les références utiles en les liant aux notes de bas de page. (Marqué depuis août 2013)
- Il n’est pas rédigé dans un style encyclopédique. (Marqué depuis décembre 2013)

- Archive Wikiwix
- Bing
- Cairn
- DuckDuckGo
- E. Universalis
- Gallica
- Google
- G. Books
- G. News
- G. Scholar
- Persée
- Qwant
- (zh) Baidu
- (ru) Yandex
- (wd) trouver des œuvres sur Wikidata

Le Dixième Docteur est la dixième incarnation du Docteur, personnage principal de la série télévisée britannique de science-fiction Doctor Who, produite par la BBC. Il est interprété par David Tennant, qui a tenu ce rôle de 2005 à 2010. Il est le deuxième écossais à jouer ce rôle, le premier étant Sylvester McCoy, qui a joué le septième Docteur entre 1987 et 1989 puis en 1996.
Le Dixième Docteur a voyagé aux côtés de Rose Tyler (Billie Piper), Mickey Smith (Noel Clarke), Jack Harkness (John Barrowman), Martha Jones (Freema Agyeman), Donna Noble (Catherine Tate) et Wilfred Mott (Bernard Cribbins), en faisant l'incarnation de la nouvelle série (depuis 2005) à avoir eu le plus de compagnons de voyage. Son ère marque également le retour de Sarah Jane Smith (Elisabeth Sladen), compagne des Troisième et Quatrième Docteurs, ainsi que celui du Maître, sous les traits de Derek Jacobi puis de John Simm.

## Histoire du personnage

### Saison 1 (2005)
Le neuvième docteur (Christopher Eccleston) se régénère en dixième docteur lors de la finale de la première saison À la croisée des chemins après avoir absorbé le vortex temporel afin de sauver sa compagne Rose Tyler. Après s'être régénéré, le nouveau Docteur a remarqué ses nouvelles dents et avait l'intention d'emmener Rose sur la planète Barcelone.

### Born Again(Children in Need 2005)
Le nouveau Docteur se présente ensuite auprès de sa compagne Rose Tyler (Billie Piper) dans un mini-épisode Children in Need intitulé Doctor Who : Born Again. Alors que Rose souffrait d'une crise émotionnelle à cause de son changement soudain, il a plutôt décidé de la ramener chez elle au Powell Estate à Londres. En route, il la convainquit de son identité en lui rappelant le premier mot que le Neuvième Docteur lui avait dit, avant qu'il ne commence à subir les effets néfastes de sa régénération. Souffrant d'hyperactivité maniaque, il accéléra la vitesse du TARDIS. 

### L'Invasion de Noël(Noël 2005)
Lors d'un atterrissage brutal du TARDIS au Powell Estate la veille de Noël 2005, le Docteur est tombé dans le coma après avoir souhaité à Jackie Tyler et Mickey Smith un "Joyeux Noël". Il en a été brièvement sorti plus tard dans la nuit pour sauver Mickey et les Tyler d'un sapin de Noël et des robots de Noël, mais le stress de se réveiller "trop tôt" a aggravé les choses et il s'est effondré à nouveau. Il l'informe cependant que ce sont justes des "poissons pilotes" et qu'une plus grande menace va arriver.  
Le Docteur a dormi pendant une grande partie de l'invasion en cours par les Sycorax. Lorsque le TARDIS a été emmené à bord d'un vaisseau spatial Sycorax le matin de Noël, il s'est réveillé avec l'aide d'un peu de thé qui s'est infiltré dans un composant du TARDIS. Arrêtant le contrôle sanguin du chef Sycorax sur l'humanité, le Docteur le défia en duel sur le sort de la Terre. Dans le combat à l'épée qui s'ensuivit, le chef Sycorax coupa la main du Docteur. Cependant, parce qu'il était encore dans les quinze premières heures de son cycle de régénération, il a développé une nouvelle main et a remporté le duel pour la Terre. Lorsque le chef Sycorax est revenu sur l'accord, le Docteur l'a éjecté du navire, le tuant, proclamant qu'il était un homme "sans seconde chance".  
Alors que les Sycorax s'enfuyaient, la Première ministre Harriet Jones a ordonné la destruction de leur navire avec l'aide de l'équipe de Torchwood, tuant les Sycorax. Enragé qu'Harriet exécute un ennemi en retraite, le Docteur a chuchoté: "Ne pensez-vous pas qu'elle a l'air fatiguée", à son conseiller, provoquant la chute prématurée d'Harriet. Après avoir choisi sa nouvelle tenue, le Docteur a dîné avec Mickey et les Tyler pour fêter Noël. (L'Invasion de Noël)

### Saison 2 (2006)

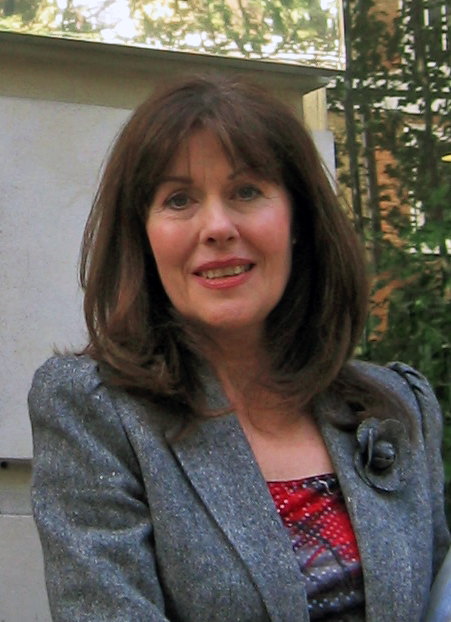
Elisabeth Sladen, l'interprète de Sarah Jane Smith, en 2003.

Dans le troisième épisode de la saison, L'École des Retrouvailles, le Docteur devient professeur de sciences physiques dans un collège qui se fait remarquer par ses statistiques incroyables depuis l'arrivée d'un nouveau chef d'établissement, M. Finch : les élèves obtiennent des résultats exceptionnels (un professeur de mathématiques affirme qu'une de ses élèves de 6e était capable de lui donner le volume exact du Cheval de Troie en m3), une grande proportion des membres du personnel a disparu et a été remplacée en un jour seulement, etc. Rose travaille aussi dans l'établissement, en tant que cantinière. En enquêtant, il recroise Sarah Jane Smith, qui était la compagne de ses Troisième et Quatrième incarnations, mais ne lui dit pas qui il est. La nuit, le Docteur, Rose et Mickey décident d'enquêter dans les locaux du collège. Ils se séparent, et le Docteur croise Sarah Jane Smith, qui trouve le TARDIS, caché dans un placard. Il lui révèle son identité, et ils parlent brièvement du passé (et de la destruction des Seigneurs du Temps, dont Sarah Jane n'avait pas entendu parler). Ils vont rejoindre Rose et Mickey, et Sarah Jane se présente, mais Rose semble jalouse d'elle. Le Docteur retrouve K-9, son ancien compagnon également, que Sarah Jane avait gardé. Rose, en apprenant que le Docteur a abandonné Sarah Jane sur Terre, commence à douter du Docteur et de sa franchise, mais ce dernier la rassure. Le Docteur découvre que M. Finch, qui est en réalité un Krillitane, essaie de hacker le « Skasas Paradigm », qui est le code pour contrôler la matière. Il réussit à les arrêter grâce à K-9, qui se sacrifie en faisant exploser le collège après que tout le monde ait été évacué. Il propose à Sarah Jane de venir voyager avec lui et Rose, mais elle refuse, jugeant qu'il est temps pour elle de refaire sa vie et d'arrêter d'attendre le Docteur. Mickey propose alors de rester, ce que le Docteur accepte.

### Time Crash(Children in Need 2007)
L'épisode Time Crash reprend immédiatement après le départ de Martha Jones, le Docteur a écrasé son TARDIS dans celui de sa cinquième incarnation, ce qui a mis l'univers en danger d'être aspiré dans un trou noir de la taille de la Belgique. Cependant, le dixième docteur a utilisé sa mémoire de l'événement du point de vue de sa cinquième incarnation pour créer une supernova exactement au même moment où le trou noir est apparu. Après avoir prononcé un discours d'appréciation sincère au cinquième Docteur, les TARDIS des Docteurs se sont séparés, leurs propres vies de seigneurs du temps se remettent chacun de leurs côtés du flux temporelles et puis le Titanic rentre soudainement en collision dans le TARDIS provoquant de sérieux dégâts que le Docteur répare rapidement au début de l'épisode suivant.

### Saison 4 (2008)

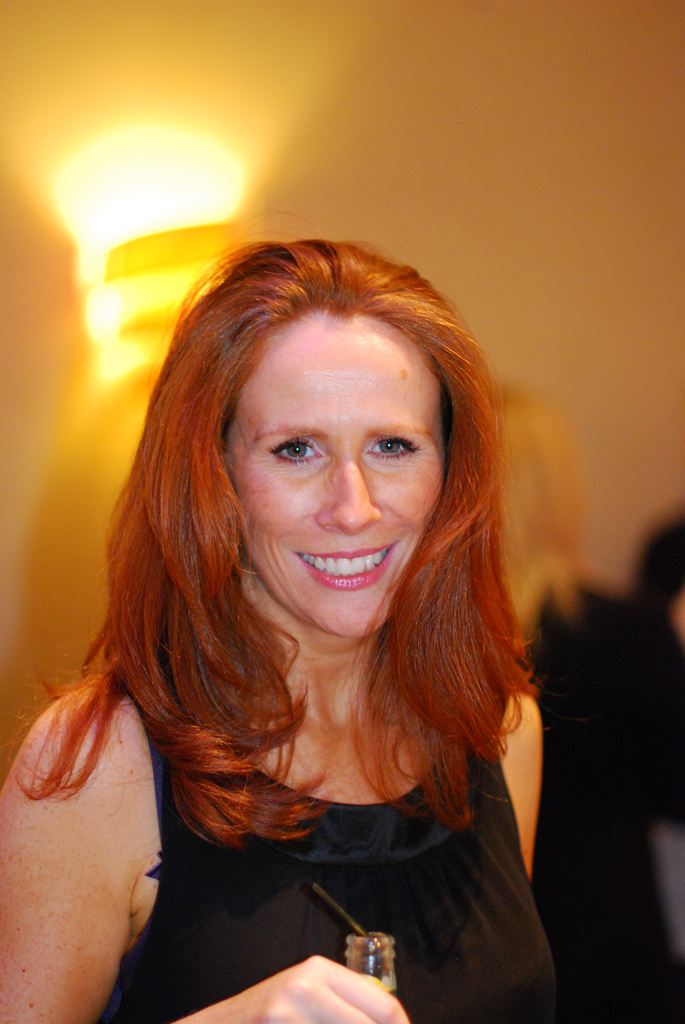
Catherine Tate, l'interprète de Donna Noble, lors d'un événement de charité en 2010.

Dans Le Retour de Donna Noble, le Docteur enquête sur l'entreprise « Adipose Industrie » et sur son PDG, Mlle Foster, qui affirme avoir trouvé le moyen de faire maigrir en seulement trois semaines. Le Docteur comprend que les pilules à prendre sont particulières, car elles donnent naissance à des êtres adipeux (faits de graisse). Il se rend un soir au siège d'Adipose Industrie, et observe une discussion entre Mlle Foster et une journaliste qu'elle séquestre, où elle révèle son plan. Il découvre ne pas être le seul à espionner cette conversation : en face de lui se trouve Donna Noble, qu'il a déjà croisé dans l'épisode Le Mariage de Noël en 2006. Ils se font surprendre par la PDG d'Adipose Industrie, qui se met à les suivre, avec ses gardes du corps. Le Docteur et Donna se rejoignent, et tentent de fuir par le toit. Ils se font piéger par la Matrone, et doivent passer par la fenêtre. Ils se confrontent enfin à Mlle Foster. Cette dernière déclenche une production de masse, transformant les gens ayant pris des pilules Adipose en êtres adipeux. Le Docteur, grâce à l'aide de Donna, réussit à stopper la production, mais n'arrive pas à sauver Mlle Foster, qui se fait purement et simplement tuer par les vaisseaux d'Adipose III, planète qui a disparu, car les responsables de la production ont compris que leurs actions étaient illégales. À la fin de l'épisode, Donna le rejoint au TARDIS et lui propose de venir avec lui. On découvre qu'elle avait déjà préparé de nombreuses valises dans l'optique qu'elle reverrait le Docteur. Ils s'en vont tous les deux, et elle demande au Docteur d'aller voir son grand-père, Wilfred Mott, qui observe les étoiles, pour lui faire signe. Ce dernier hurle de joie lorsqu'il comprend que sa petite-fille a retrouvé l'homme qu'elle cherchait depuis deux ans, et qu'elle va découvrir les étoiles.
Leur première aventure ensemble se passe à Pompéi, lors de l'épisode La Chute de Pompéi. Pensant avoir atterri à Rome, ils découvrent au cours d'un tremblement de terre qu'ils ne sont pas à Rome, mais à Pompéi, le jour de l'éruption du Vésuve. Ils décident de s'enfuir pour retrouver le TARDIS, mais un marchand ambulant l'a vendu à un acheteur nommé Caecilius, joué par Peter Capaldi (qui interprètera le Douzième Docteur six ans plus tard). Donna veut sauver tous les habitants de Pompéi, mais le Docteur refuse, en invoquant le principe des points fixes dans le temps. Ils finissent par se rendre chez Caecilius pour récupérer le TARDIS, mais l'augure de la ville et Evelyna, la fille de Caecilius, qui a également un don de voyance, décèlent que le Docteur et Donna ne viennent pas de Pompéi. Pendant que le Docteur enquête sur de mystérieux circuits en marbre, Donna se fait enlever par les Sœurs Sybille. Le Docteur vient la sauver et découvre qu'elles viennent de Pyroville, planète qui a également disparu. Le Docteur et Donna découvrent qu'ils n'ont pas le choix, et que l'éruption a eu lieu à cause du Docteur, qui a dû faire un choix : soit c'est la Terre qui est détruite, soit c'est Pompéi. Ils fuient tous les deux avec le TARDIS, mais Donna persuade le Docteur de sauver la famille de Caecilius, qui va d'ailleurs inventer le mot « volcan », à partir du nom du Dieu Vulcain. Ils les déposent en sécurité, pour les laisser reconstruire leur vie à Rome, puis s'en vont.

### Music of the Spheres(2008)
Lors de l'épisode Music of the Spheres, seul dans le TARDIS, le Docteur a tenté de composer son propre morceau de musique, mais a été interrompu lorsqu'un Graske s'est téléporté. S'enquérant de ce qu'était le son harmonieux résonnant à travers le TARDIS, le Docteur a expliqué que c'était la Musique des Sphères. Alerté par le Graske d'un trou dans l'espace qui s'est manifesté à l'entrée du TARDIS, le Docteur a découvert qu'il était apparu dans le Royal Albert Hall de Londres. Intitulant son œuvre "Ode à l'Univers", le Docteur a passé ses feuilles à travers le trou pour que l'orchestre joue alors le morceau pendant qu'il assumait le rôle de chef d'orchestre à l'aide du tournevis sonique. Constatant que le Graske avait voyagé à travers le trou jusqu'à Londres, le Docteur réalisa qu'il lui avait menti pour atteindre la Terre, et il l'empêcha donc de créer plus de problèmes en inversant la polarité du flux de neutrons. Ramenant le Graske au TARDIS, le Docteur a utilisé le tournevis sonique pour l'envoyer au bout de la galaxie.

### The Wedding of Sarah Jane Smith(2009)
Lors de ce double épisodes, le docteur a découvert que le Trickster complotait pour mettre fin aux bonnes actions de Sarah Jane Smith et du gang de Bannerman Road en manipulant Peter Dalton et Sarah pour qu'ils tombent amoureux, sachant qu'elle prendrait sa retraite après que Dalton lui ait proposé. 
Après que le Docteur ait arrêté le mariage, Sarah Jane et Dalton ont été emmenés par le Trickster, et le Docteur et le gang de Bannerman Road ont été téléportés dans un royaume inférieur, piégés à une seule seconde d'écart de Sarah Jane. Le sauvetage du Docteur avec le TARDIS a donné à Clyde Langer le pouvoir de contrôler l'énergie artron par erreur, que Clyde a utilisé pour affaiblir le Trickster, tandis que le Docteur a informé Sarah Jane de ce qu'il fallait faire. Dalton s'est sacrifié pour détruire le Trickster, laissant Sarah Jane seule et le cœur brisé. 
Une fois le monde restauré, le Docteur s'est rendu au 13 Bannerman Road et a laissé Clyde, Luke Smith et Rani Chandra regarder à l'intérieur de son TARDIS, après quoi il a dit au revoir à Sarah Jane, lui demandant de ne jamais l'oublier et lui promettant de la revoir. 

### Le Jour du Docteur(2013)
Le Dixième Docteur réapparaît dans Le Jour du Docteur, l'épisode spécial célébrant le 50e anniversaire de la série. Il se trouve alors en Angleterre, en 1562, pique-niquant avec la Reine Élisabeth Ire. Il la demande en mariage, ce qu'elle accepte, mais ce n'était en fait qu'un larcin, car il pense que la Reine avec qui il est n'est qu'un Zygon, une créature métamorphe. Il réalise toutefois avec stupéfaction que le Zygon était le cheval derrière eux, et qu'il va donc être Roi d'Angleterre. Il la laisse fuir tandis qu'il se charge du Zygon. Toutefois, lorsqu'il retrouve Élisabeth, le Zygon a pris également son apparence : il a donc deux reines Élisabeth en face de lui, sans savoir laquelle est humaine et laquelle est un Zygon.
Soudain, une faille dans l'espace-temps apparaît, et un fez en sort, jeté en réalité par le Onzième Docteur en 2013 dans la Galerie Souterraine, à Londres. C'est ensuite le Onzième Docteur qui tombe de la faille. Le Dixième Docteur comprend alors qu'il s'agit de son incarnation future. C'est ensuite le Docteur de la guerre qui sort de la faille, qui cherche son incarnation future. Ils sortent tous les deux leur tournevis sonique, et il comprend alors qui ils sont. Ils se font ensuite capturer par les soldats de la reine Élisabeth, et enfermer dans la Tour de Londres. Ils discutent alors tous les trois de la Guerre du Temps et du jour où le Docteur de la guerre a détruit Gallifrey. Ce dernier voudrait savoir combien d'enfants se trouvaient sur Gallifrey ce jour-là, et le Dixième Docteur lui répond 2,47 milliards. Le Moment, sous les traits de Rose Tyler, surnomme d'ailleurs le Dixième Docteur « l'homme qui regrette ». Il se montre énervé envers le Onzième Docteur qui dit avoir oublié combien d'enfants se trouvaient sur Gallifrey en seulement 400 ans. Les trois Docteurs sont ensuite sauvés par Clara Oswald qui a volé le Manipulateur de Vortex laissé par Jack Harkness aux Archives Secrètes de U.N.I.T. Ils sont rejoints par la reine Élisabeth qui a survécu, et qui leur révèle qu'elle est humaine mais qu'elle s'est fait passer pour un Zygon. Le Dixième Docteur et elle vont donc se marier, avant de retourner dans le futur sans elle (il ne reviendra jamais la voir).
De retour en 2013, Kate Lethbridge-Stewart a lancé le compte-à-rebours pour l'explosion d'une ogive nucléaire qui détruirait Londres et sauverait le monde des Zygons. Seulement, les Archives Secrètes sont conçues d'une telle façon que le TARDIS ne peut y atterrir. Les Docteurs passent donc par la peinture « La Chute de Gallifrey », stockée aux Archives sur demande du Onzième Docteur, pour rejoindre Kate, Osgood et les Zygons, pour les convaincre d'annuler la détonation. Afin d'accomplir leur objectif, ils effacent la mémoire de toutes les personnes dans la pièce, pour qu'ils ne sachent plus s'ils sont humains ou Zygons. Les humains et les Zygons finissent donc par établir un traité de paix. Mais pendant ce temps, Clara se rend compte que le Docteur de la guerre est reparti.
En réalité, il est reparti sur Gallifrey pour accomplir son destin et détruire sa planète et les Daleks. Toutefois, les Dixième et Onzième Docteurs, accompagnés de Clara, le rejoignent. Refusant de changer le cours de l'histoire, ils ne l'empêchent pas de faire ce qu'il veut, mais vont l'aider, afin qu'il ne traverse pas ce moment seul. Clara observe la scène, en larmes, voyant tous les gens que le Docteur va tuer. Elle demande alors aux Docteurs de faire ce qu'ils ont toujours fait : « être un Docteur ». Les Docteurs récitent alors la promesse qu'ils se sont faite : « Jamais de cruauté, jamais de lâcheté. Ne jamais abandonner, ne jamais se rendre ». Malgré l'avertissement du Dixième Docteur, le Onzième Docteur décide de changer le cours de l'histoire et de désactiver le Moment, l'arme suprême qui était censée anéantir Gallifrey. Les trois Docteurs se réunissent alors et proposent au Conseil de Guerre de Gallifrey et au Général de sauver la planète et ses habitants en les gelant dans un moment précis dans le temps. Afin de réussir, ils sont également rejoints par tous les Docteurs, du Premier au Douzième. Le plan mis à exécution, le Dixième Docteur hurle « Allons-y ! », phrase qu'il répétait souvent par le passé (la première occurrence de la phrase est dans L'Armée des Ombres en 2006).
Après tous ces événements, les trois Docteurs se retrouvent à Londres, en 2013, à la National Gallery, pour se dire au revoir et partager un café. Une fois que le Docteur de la guerre retourne dans son TARDIS pour se régénérer (et devenir le Neuvième Docteur), le Dixième Docteur demande au Onzième Docteur où il est allé dernièrement pour avoir changé autant. Le Onzième Docteur lui parle de Trenzalore et de leur dernière bataille et de leur sépulture. Au moment de s'en aller, il regarde son incarnation future et lui demande de trouver une nouvelle destination autre que Trenzalore, car il ne « veut pas [s]'en aller » (ce qui seront ses derniers mots dans la deuxième partie de l'épisode La Prophétie de Noël).
On le voit présent dans le rêve du Onzième Docteur, aux côtés de toutes leurs incarnations précédentes, contemplant Gallifrey, dans le ciel.

## Casting et réception

### Casting
Le producteur exécutif Russell T Davies fait revivre la série Doctor Who après 16 ans d'absence avec le succès du premier épisode Rose en 2005. Par la suite, la BBC annonce une deuxième saison, mais Christopher Eccleston, l'interprète du neuvième Docteur, ne veut pas reprendre le rôle pour la deuxième saison.
Le 16 avril 2005, la BBC annonce que David Tennant a été engagé pour jouer le rôle du dixième Docteur.
Sa première apparition dans la série est de 20 secondes après la régénération du neuvième Docteur à la fin d'À la croisée des chemins. Son premier vrai épisode est lors des Children in Need de 2005, puis pour Noël dans L'Invasion de Noël. Il joue ensuite dans la saison 2, puis dans un second épisode de Noël, dans la saison 3 et son épisode de Noël, et dans la saison 4. Il sera ensuite présent en 2008-2009 dans 4 épisodes speciaux jusqu'à la veille du nouvel an 2010. Il est aussi apparu dans un double épisode de The Sarah Jane Adventures la même année. Il a aussi été représenté dans trois dessins animés, l'un se déroulant pendant la saison 3, The Infinite Quest, le deuxième, Dreamland se déroulant pendant les épisodes spéciaux de 2009 et le troisième, The Secret of Novice Hame sorti en 2020. On le retrouvera finalement dans Le Jour du Docteur.

### Réception
Le Dixième Docteur est vraiment populaire dans le fandom Doctor Who. En 2006, les lecteurs du Doctor Who Magazine ont élu David Tennant « meilleur Docteur » et il a même reçu des critiques élogieuses de l'indétrônable interprète du quatrième Docteur, Tom Baker. Il reçoit aussi l'award de l'« acteur le plus populaire » en 2006 et 2007. Dans un questionnaire du Radio Times en mars 2007, Tennant est nommé « personnage télévisé le plus cool »,. IGN nomma en 2011 le dixième Docteur comme étant le meilleur Docteur. Il est encore aujourd'hui le Docteur le plus aimé de la série et le personnage le plus populaire de la télévision et des médias à travers le monde dêtronant encore même sa quatrième incarnation qui était alors joué par Tom Baker lui-même de 1974 à 1981.

## Personnalité et apparence

### Traits de caractère
Le dixième Docteur est généralement allègre, bavard, plein d'esprit et effronté. Ce côté de sa personnalité apparaît dès le début, juste après sa régénération, lorsque le chef des Sycorax tente de l'attaquer par derrière. Il se décrit alors lui-même comme ne donnant pas de seconde chance. Quand Harriet Jones, Premier Ministre, donne l'ordre de détruire le vaisseau Sycorax qui s'en allait, le dixième Docteur fait alors tomber son gouvernement en six mots, « Vous ne la trouvez pas fatiguée ? » (« Don't you think she looks tired? » en anglais). Dans L'École des retrouvailles, il reconnaît qu'il est moins clément qu'avant et qu'il n'hésite pas à avertir ses ennemis qu'il les punira s'ils persistent leurs hostilités. Ce côté impitoyable est encore une fois démontré dans Le Mariage de Noël où il noie les enfants de l'impératrice des Racnoss tout en restant stoïque, au point de faire peur à Donna Noble qui lui demande d'arrêter. Plus tard, dans La Famille de sang, il offre à chaque membre de la famille une punition éternelle.
Son sens aigu de la justice le rend prompt à la colère lorsqu'il sent que celle-ci est violée, comme dans Une nouvelle Terre quand il apprend que les sœurs de la plénitude utilisent des humains comme cobayes pour leurs expériences chirurgicales. Dans La Conquête de Mars, il va si loin qu'il se déclare lui-même au-dessus des lois du temps, mais des répercussions catastrophiques s'ensuivent.
Ceci est couplé, cependant, avec un intense sentiment de regret de la mort de ses amis et ennemis[Interprétation personnelle ?]. Dans La Fin du voyage, il a un flashback de ceux qui sont morts au lieu de / pour lui, comme Astrid Peth, Jenny, Luke Rattigan ou encore l'hôtesse dans Un passager de trop.
Il a aussi offert à Davros la chance de s'échapper de la destruction du vaisseau mère des Daleks, mais ce dernier déclina cette chance et le nomma alors « Destructeur des Mondes ». Une phrase récurrente du dixième Docteur est de souvent dire « désolé » (« so sorry » en anglais) pour des actions qu'il entreprend souvent à contrecœur. La perte de ses compagnons et des personnes avec lesquelles il se lie d'amitié devient une question délicate et une simple mention de leur nom peut déclencher une explosion soudaine de colère sans avertissement. Dans La Fille du Docteur, il explique à Jenny que « tuer, c'est quelque chose qui nous affecte, une fois qu'on l'a fait, on ne peut plus s'en débarrasser. » (« killing…infects [you] and once it does you'll never get rid of it » en anglais).
Il répète à plusieurs reprises[Quand ?] qu'il est malin et intelligent, reflétant son implication dans la Guerre du Temps en témoignant de la destruction de sa propre espèce, amis et ennemis.
Le dixième Docteur a tendance à bavarder, à mixer des informations vitales avec des banalités, parfois pour dérouter son ennemi afin de le prendre par surprise. Il est sujet à faire des commentaires qui semblent étrangers au contexte d'une situation, parfois à son propre embarras[Interprétation personnelle ?]. Dans L'Invasion de Noël et Un loup-garou royal, il est surpris de sa grossièreté involontaire lors de remarques désobligeantes[Interprétation personnelle ?], et Jack Harkness, après avoir retrouvé le Docteur, constate que sa « nouvelle régénération est un peu effrontée ». Il a tendance à utiliser des termes techniques pour décrire des concepts scientifiques avant de les remplacer par des explications analogues simples, comme sa description du temps et de l'espace non linéaire comme étant « une énorme boule où le temps s'enchevêtre comme un méli-mélo très complexe » (« a big ball of wibbly wobbly, timey wimey stuff » en anglais). Il est aussi capable de commuter rapidement entre plusieurs états d'âme, passant du rire à la colère à plusieurs reprises comme dans Londres 2012, L.I.N.D.A. ou encore Adieu Rose.
Un autre thème récurrent dans les histoires du dixième Docteur est son intense solitude[réf. nécessaire]. Dans L'École des retrouvailles, il décrit la capacité des Seigneurs du Temps à vivre si longtemps comme une malédiction, parce que pendant que ses compagnons humains doivent le quitter un jour pour mourir, lui, continue de vivre. Il a également dit à plusieurs de ses compagnes, notamment à Rose et Donna, qui si elles peuvent passer le reste de leur vie avec lui, il est incapable de le faire en raison de sa capacité à se régénérer. D'autres personnages ont également relaté la solitude du dixième Docteur. Durant une conversation avec son némésis, le Maître, il admet que depuis la fin de la Guerre du Temps et la perte des autres Seigneurs du Temps, il a été seul durant tout ce temps. En effet, lorsque le Maître décède par la suite, le Docteur pleure ouvertement sur son corps. Dans La Prophétie de Noël, il finit par se régénérer seul dans son TARDIS malgré les visites à ses compagnons passées dans ses dernières heures.
Le dixième Docteur est plus extraverti et sociable que son prédécesseur, il établit rapidement une relation plus solide avec les amis et la famille de Rose Tyler, ce qu'il n'a jamais fait dans sa précédente incarnation[Interprétation personnelle ?]. Il est ouvertement fasciné par l'humanité et est apparemment dans la crainte de leur curiosité et de leur ténacité, un trait précédemment possédé par le quatrième Docteur[Interprétation personnelle ?]. Dans La Planète du Diable, il étreint le chef de l'expédition pour avoir osé explorer une planète orbitant autour d'un trou noir, et qualifie les humains comme étant « tellement attachants mais aussi terriblement cinglés ». Dans Le Règne des Cybermen il décrit les êtres humains à la fois brillants et stupides dans la même phrase tout en faisant valoir la nécessité des émotions à John Lumic. Le Docteur va même jusqu'à s'écrier qu'il est prêt à affronter le Maître à travers le cosmos tant qu'il quitte la Terre dans Que tapent les tambours. Il voit Wilfred Mott tel un géant lorsque ce dernier lui dit que nous devons être de misérables insectes pour lui pour finalement lui dire qu'il n'est absolument rien dans l'Univers & que lui pourrait accomplir tellement plus dans la 2e partie de La Prophétie de Noël. Cependant, il est aussi prompt à critiquer l'humanité quand il le juge nécessaire, comme dans Brûle avec moi. En effet, sa confiance en la race humaine devient beaucoup moins prononcée dans la série plus tard, et à la fin de Un passager de trop, il est laissé sans voix après avoir été témoin des étapes que les humains peuvent prendre lorsqu'ils sont placés dans une situation menaçante, quitte à blesser ou tuer d'autres personnes pour se protéger.
La nouvelle série continue l'exploration des aspects romantiques du Docteur, lorsque Rose Tyler, alors possédée par Cassandra, embrasse le dixième Docteur, puis plus tard, Madame de Pompadour l'embrassera à son tour. Dans L'École des retrouvailles, Sarah Jane Smith lui confie qu'elle était amoureuse de lui. Dans Adieu Rose, durant leurs adieux, Rose dit au Docteur qu'elle l'aime. Il commence sa réponse mais ne parvient à finir sa phrase lorsque la transmission se coupe, le laissant seul dans le TARDIS avec des larmes sur ses joues. Après cela, à chaque fois qu'il se souvient de Rose, il devient parfois déprimé ou pensif. Plus tard, dans la saison 4, Rose revient pour l'épisode final et se retrouve avec une copie du Docteur mi-humain mi-Seigneur du Temps, lequel est donc en mesure de passer sa vie avec elle. Dans la saison 3, le Docteur apprend peu à peu que Martha nourrit des sentiments pour lui avant qu'elle ne parte de son plein gré. Il échangea un baiser avec Astrid Peth pour honorer « une veille tradition de la planète Terre ».
À la suite des complications avec Martha, pour lequel il s'accuse, le Docteur semble réticent à s'engager avec une autre compagne potentiellement amoureuse de lui, et fait en sorte que Donna comprenne que tout ce qu'il veut, c'est un ami, un compagnon de voyage. Mais quand il est empoisonné dans Agatha Christie mène l'enquête et demande à Donna de lui donner un choc quelconque, elle l'embrassa, et ceci fut suffisant pour déclencher le processus de désintoxication sans que cela implique une quelconque romance entre les deux personnages.
Le dixième Docteur revêt parfois une paire de lunettes, comme le cinquième Docteur. Dans un épisode spécial en 2007 pour Children in Need, Time Crash, le dixième Docteur note d'autres tendances héritées du cinquième Docteur, dont certaines utilisées par coquetterie ou pour avoir l'air intelligent, plutôt que par nécessité[Interprétation personnelle ?] comme les lunettes bien que le cinquième Docteur ait dit plusieurs fois qu'il était myope de l'œil gauche dans Castrovalva. Leurs deux voix deviennent aiguës quand ils crient, et ils ont tous les deux un énorme sens du goût, pouvant identifier l'identité du sang dans L'Invasion de Noël ou de trouver le sable anormal rien qu'en le léchant dans Planète morte. Le dixième Docteur admet au cinquième qu'il est son incarnation préférée.
Tout comme le neuvième Docteur, qui déclare fréquemment « Fantastique ! », ce Docteur a également quelques phrases favorites telles que « Brillant », « Oh oui », « Quoi ? » répété de façon de plus en plus prononcée et aiguë, « désolé, je suis vraiment désolé » ou encore « Allons-y » (en français dans le texte). Ce dernier a d'ailleurs déclaré dans L'Armée des ombres qu'il devrait le dire plus souvent et qu'il aimerait rencontrer quelqu'un nommé Alonso afin qu'il puisse dire : « Allons-y, Alonso ! ». Il parvient finalement à cet objectif dans Une croisière autour de la Terre en rencontrant l'aspirant Alonso Frame.
Il utilise aussi l'expression italienne « Molto bene ». En outre, il précise souvent ses propres erreurs en commençant par une forme allongée « Eh bien… » (« Well… » en anglais) et comme son prédécesseur, le dixième Docteur montre un penchant pour la culture populaire humaine (une caractéristique que l'ensemble de ses incarnations passées ne semblaient pas partager)[Interprétation personnelle ?] allant au point où il se retrouve sans le savoir, à citer la chanson Circle of Life du Roi Lion avant un affrontement avec le chef des Sycorax, ou encore en se référant deux fois aux livres d'Harry Potter ou à Retour vers le futur avant d'aller voir une pièce de William Shakespeare et de rencontrer ce dernier. Sous cette nouvelle apparence le Docteur adopte un petit tic, en effet il touche son oreille lorsqu'il analyse certaines situations[Interprétation personnelle ?] par exemple dans l'épisode Une nouvelle Terre.

### Apparence physique

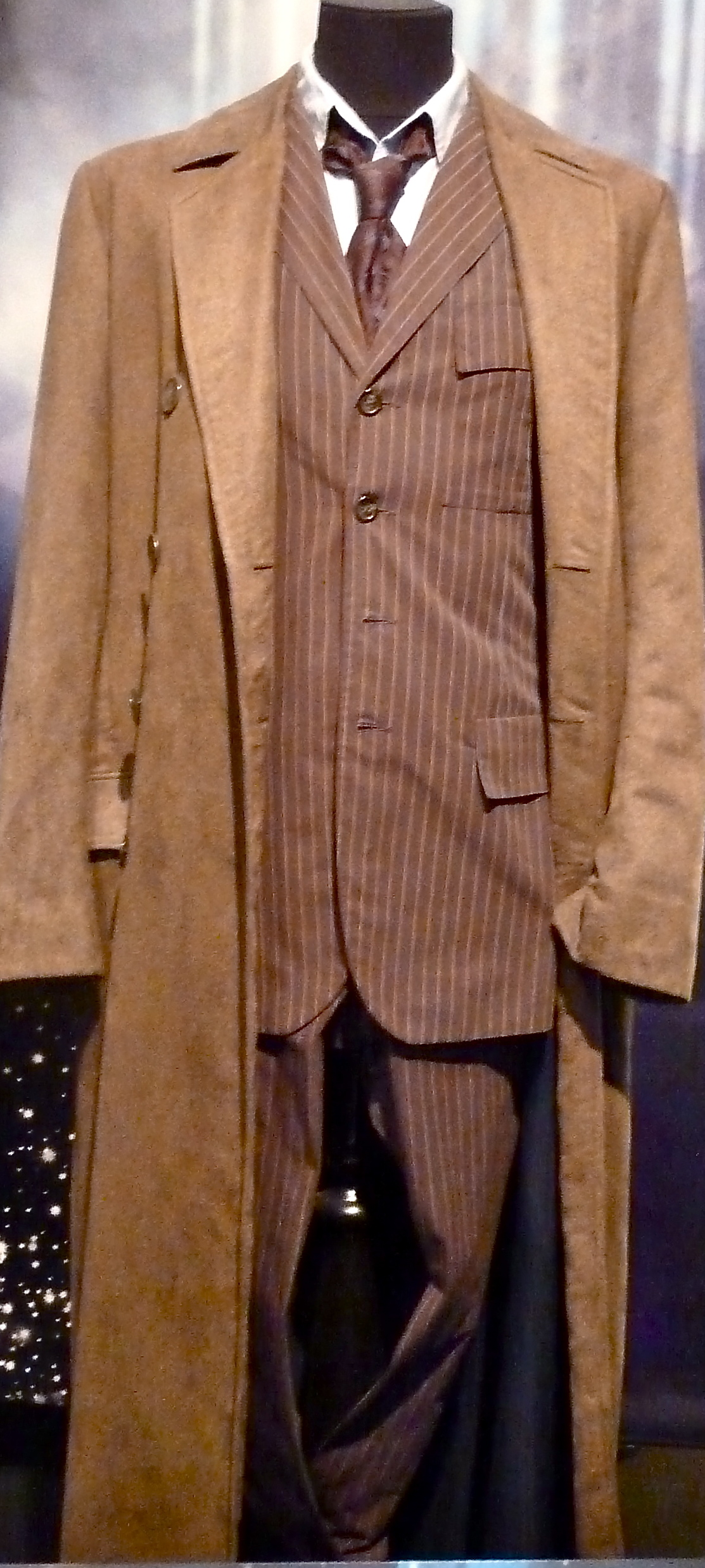
Le costume du Dixième Docteur, exposé à la Doctor Who Experience.

Le Docteur se plaint que sa dixième incarnation n'a toujours pas les cheveux roux. Ses cheveux sont bruns et coiffés de différentes façons durant ses aventures. Il apparaît pour la première fois dans L'Invasion de Noël les cheveux mi-longs, puis avec une banane version années 1950 dans L'Hystérique de l'étrange lucarne, et vers l'avant avec du gel fixant dans Le Mariage de Noël : cette coupe de cheveux est la plus utilisée du dixième Docteur. Il est à noter que c'est le premier Docteur à se servir de gel coiffant[Interprétation personnelle ?]. Il a des yeux marron et est perçu par Rose comme étant très maigre et sexy (Cassandra, ayant pris le corps du Docteur, fait remarquer à Rose qu'elle a vu ce qu'elle pensait de lui lorsqu'elle était dans sa tête, dans Une nouvelle Terre). Il se rase la barbe tout comme ses prédécesseurs.
Il porte généralement un costume marron (avec des rayures bleues, voir photo), ou un costume bleu (avec des rayures rouge bordeaux) à quatre boutons, une chemise et une cravate, un grand manteau marron qui lui a été offert par Janis Joplin, et des paires de Converse All-Star de différentes couleurs, dépendant du costume qu'il met.
Le costume du dixième Docteur devient si populaire qu'il a été cité par la costumière Louise Page, comme étant le costume du Docteur dont elle a été la plus fière.

### Accessoires
L'accessoire du dixième Docteur le plus utilisé est sa paire de lunettes, noires et de formes rectangulaires, elles sont apparues pour la première fois dans L'Invasion de Noël, il les a portées ensuite dans de nombreux épisodes. À noter que les lunettes sont inspirées de sa cinquième incarnation[Interprétation personnelle ?]. Il a aussi porté des lunettes 3D rouge-cyan, mais celles-ci lui permettaient seulement de voir les résidus de voïd dans L'Armée des ombres.
Il a les poches de ses vêtements souvent remplies de gadgets comme un pistolet à eau (La Chute de Pompéi), une souris mécanique ou encore un stéthoscope (La Fille du Docteur).
Comme le neuvième Docteur, il utilise son tournevis sonique assez souvent. Ce Docteur s'en sert beaucoup, et va même jusqu'à réprimander sa cinquième incarnation d'aller mains libres dans Time Crash, une référence à la perte d'un de ses tournevis dans The Visitation. Cette dépendance a atteint son paroxysme lorsque le tournevis brûle dans La Loi des Judoons après avoir été poussée au-delà de ses limites afin de stimuler la production de rayonnement d'un appareil à rayons X. Il déclare d'ailleurs qu'il adorait son tournevis sonique. Il en obtient alors un autre à la fin de l'épisode.